# 小笠原登
小笠原 登（おがさわら のぼる、1888年（明治21年）7月10日 - 1970年（昭和45年）12月12日）は日本の医学者（専攻は皮膚科学）でハンセン病（らい病）の研究者。元京都帝国大学医学部助教授。僧侶。
愛知県出身。京都帝国大学医学部卒業後、同大学医学部の皮膚科特別研究室助教授となり、1948年まで在職した。彼はハンセン病の発病は体質を重視すべきことや不治ではないことを主張し、当時行われていた患者の強制隔離・断種に反対したが、学会から葬り去られる結果となった。

## 経歴
愛知県海部郡甚目寺村（現：あま市）にある真宗大谷派円周寺の小笠原篤実の二男（戸籍では三男）として生まれる。祖父小笠原啓実は住職であり、尾張藩医浅井家の漢方医術を学んだ漢方医で、らい病、淋病、梅毒などを得意としていた。兄の小笠原秀実は仏教学者として名高く、仏教系新聞『中外日報』の論説記者を務めたジャーナリスト。
1915年（大正4年）京都帝国大学医学部を卒業、薬物学を研究、1925年皮膚泌尿器科に転じた。同年12月京都大学より医学博士、論文の題は「ヌクレイン酸及びカゼインは家兎に於て腎臓を傷害す」。1926年（大正15年）以降らい治療を担当。1938年（昭和13年）、らいの診察・研究施設の皮膚科特別研究室主任。1941年助教授、1948年まで在職。退官後豊橋病院に移る。1955年7月、願により退職。1957年9月国立療養所奄美和光園に転じ、1966年10月退官。1970年12月12日、円周寺にて急性肺炎にて死去（享年82）。

## 論文「らいに関する三つの迷信」
彼のこの論文は『診断と治療』18巻11号（1931年11月）に発表されたもので、彼の主張が明瞭に表現されている。

## 日本らい学会での論争
1941年2月22日、仏教系新聞『中外日報』が小笠原の学説を「らいは不治でない。伝染説は全信できぬ」という題で紹介した。彼はらいが伝染病や遺伝性のものではなく、らいに罹りやすい体質であることを問題とすべきとする体質論を主張した。この記事の登場は、当時らい医療の絶対的権威であった光田健輔ら療養所医師には黙認できないものであった。早田晧は同じ新聞に小笠原への批判の文章を書いた。小笠原はこれに対し2回反論したが、早田は4回にわたり隔離を正当化する文章を書いた。大阪朝日新聞は小笠原の学説を不正確に伝えた。大阪帝国大学の桜井方策は小笠原の学説を朝日新聞で批判した。
同年11月14日 - 15日、大阪帝大微生物学研究所で第15回日本らい学会が開かれた。初日、小笠原は「らい患者の心臓」を発表、らいの発病条件は体質と栄養不良による虚弱不良にあると述べた。これに対して、稲葉俊雄、野島泰治、桜井方策らが反論し、小笠原も応酬した。しかし、朝日新聞や毎日新聞は論争そのものを報じず、小笠原が論破されたかのように報じた。2日目、野島泰治は「らいの誤解を解く」という報告で小笠原を攻撃した。学会の座長を務めた村田正太は「らいは伝染病だという通説を否認せられますか」と小笠原に詰め寄った。小笠原が広義の伝染病と狭義の伝染病について説明した後、「伝染病であることは認めます。しかし」と発言すると、村田は「それでよろしい」と議論を打ち切った。この論争は小笠原に「ハンセン病は伝染病と言わせることが目的であり、新聞報道を否定するための演出の場であった。後日、朝日新聞は下を向いた小笠原の写真を掲載し、あたかも小笠原が一方的に論破されたかのように報道した。大阪毎日新聞やレプラも同様の論調であったが、『新愛知』は「ハンセン病は伝染するが恐るべきものではない」と報道した。
後日、らい学会は小笠原の所属先である京都帝国大学に処分を迫ったが、京都帝国大学側は拒否した。

## 奄美大島における活動
1957年9月、馬場省二の要請で、小笠原は奄美和光園医官として着任した。小笠原を招いた馬場は多摩全生園に異動となったため、星塚敬愛園の大西基四夫が第七代園長になった。和光園における小笠原は特に新しい治療法には関心がなかったようで、漢方の研究をしていた。飄々としていた彼は、和光園の入所者の心の悩みを聞いたり、本土から奄美大島に来島した日本画家の田中一村と交わったりした。1965年6月25日、彼はらい事業功労者として表彰された。

## 表彰
- 1960年7月 藤楓協会より「救らい功労者」として表彰される[要出典]。
- 1966年9月16日 叙勲される[注釈 2]。

## 性格
小笠原登と京都大学特研で3年4カ月補助として働いた人物の話である。
| 「                                              | 小笠原先生はいつでも 一、どんな時でも大変患者さんの気持ちを第一にお考えになっていました。 一、礼儀正しいお方でした。 一、お言葉もとても丁寧でやさしかった。 一、患者さんにはいつも、自分の病気の事に神経が鋭敏になっているから、その目の前で手指の消毒などをする時に汚なそうにしないで下さい。陰の方で思う存分消毒してくださいと申しました。幼時から襖越しに人を呼んでは失礼。物を頼む時は看護婦でもわざわざ側にきた。 | 」 |
| —小笠原登『ハンセン病強制隔離に抗した生涯』p.74 | |    |

## 著作[注釈 3]
- 溶液の反応が塩酸コカインの作用度に及ぼす影響 医学中央雑誌 393巻 1923
- 「コカイン」及びその代用薬の原形質作用 京都医学雑誌 21巻（9号）1924
- 強心薬は冷却せる心臓に興奮的に作用し得るか 京都医学雑誌 21巻（10号）1924
- 「アルコホル」類「フェノール」類及び他の揮発性物質の植物細胞にたいする毒力および原形 京都医学雑誌 22巻（6号）1925
- 「アルカリ」塩および「アルカリ」土塩、青酸「カリウム」及び炭酸ガスが植物の炭酸同化 京都医学雑誌 22巻（6号）1925
- 「ヌクレイン酸及びカゼインは家兎に於て腎臓を傷害す」京都帝国大学に提出せる学位論文の名前 1925年12月14日[7]
- 内的素質の研究 実験医報 16巻（185号）1930
- らい患者の体質 皮膚科泌尿器科雑誌 30巻（5号）1930
- らいに関する3つの迷信 診断と治療 18巻（11号）1931
- らいの臨床的診断について 診断と治療 19巻（8号）1932
- らい患者とくる病性体質 皮膚科紀要 22巻（1号）1933
- らい患者とくる病性体質 レプラ 4巻（1号）1933
- らいは何故に不治か 臨床の日本 1巻（3号）1934
- 予の金「オルガノゾル」による治療報告にたいする田尻医官の批評について 医海時報 2060 1934
- らいと迷走神経緊張性体質について レプラ 5巻（1号）1934
- らい病絶滅の運動について 治療学雑誌 4巻（5号）1934
- 予の統計より見たる2，3のらい問題 日本外科宝函 11巻（4号）1934
- らいの極悪性の本質について 臨床の日本 2巻（6号）1934
- らいの治療について 臨床と薬物 3巻（12号）1934 4巻（1号）1935
- 金オルガノゾルによるらいの治療 レプラ 6巻（1号）1935
- 最近2年間に我が診療室を訪ねたらい患者の統計的観察（とくに感染経路について）レプラ 7巻（1号）1936
- らいに対する誤解 実験医報 22巻（256号）1936
- らい 社会衛生 1巻（1号）1936
- 医学と宗教 (1，2) 療道 36号 1938 37号 1938
- らい患者の断種問題 芝蘭 12号 1938
- らいと体質 医事公論 1392号
- 有閑病、過食病、運動不足病 国民医学 17巻（3号）1940
- らいの伝染性と遺伝性 実感医報 26巻（308号）1940
- 臨床上より見たるらい 治療及処方 21巻（12号）1941
  - 療養心得 1941年 ガリ版 京都大学外来通院の患者に与えてものである。入江章子が、インタービューで語っていた[8]。
- 11月22日、所謂体質論を巡り討論活発に展開す 医事公論 1530号 1941
- 私はらいをかくのごとく見るー極悪不治の疾患にあらず 学園新聞（京大）73号 1948
- らい患者の肝臓 レプラ 18巻
- 漢方医学の再認識 (1-12) 東京医事新誌 74巻 (6-12) 1957, 75巻 (1-9) 1958
- 漢方のらい病学 (1-3) 東京医事新誌 77巻 (7, 9, 11) 1960
- 『漢方医学の再認識 改訂 第2版』洋々社 1963
- 食品の、らい及びその他の症状におよぼす影響 レプラ 33巻（2号）1964
- 『漢方医学におけるらいの研究』自費出版 1965